# دهستان سخوید
سخوید یکی از دهستان‌های شهرستان تفت از بخش نیر استان یزد ایران است که در ۸۰ کیلومتری یزد قرار گرفته‌ است. بر پایه سرشماری سال ۱۳۹۵، جمعیت این دهستان برابر با ۱۴۲۰ نفر (۵۵۰ خانوار) بوده‌ است.مرکز آن توده است و مکان های گردشگری آن دره نازی سخوید و آبشار فریدون است.

## تاریخچه
قدمت این منطقه به بیش از ۱۵۰۰ سال تخمین زده می‌شود. اهالی اولیه این منطقه قبلاً زرتشتی بوده‌اند که به دلیل سیلهای ویرانگری که در این منطقه رخ داده است اهالی مجبور به ترک این منطقه شده‌اند که هنوز هم آثار دخمه‌ها و آتشکده‌های آنان باقی است بیشتر این اهالی قدیمی در کوه‌ها زندگی می‌کردند، با کوچ این اهالی به منطقه‌های مجاور روستایی برای سالیانی بدون سکنه باقی می‌ماند چند سال بعد کم‌کم افراد دیگری از منطقه‌های دیگر وارد این روستا شده و به ساخت خانه و کار کشاورزی و دامپروری مشغول می‌شوند.
پیست اسکی سخوید، دره نازی و پنج تن از جمله معروف ترین مکانهای تفریحی سخوید می باشند.

## آبادی‌های دهستان سخوید
- توده
- محل بغل
- موروک
- مزرعه خسرو
- اسطریج
- مزرعه علی
- راستی
- خسکک
- کلبعلی
- محمود حسین
- رودبزان
- قلندری
- باغ بید
- محمودآباد، سخوید
- نور آباد
- محله مزرعه علی
- محله پسند
- حجت آباد
- مزرعه حاج یوسف که در جنوبی ترین نقطه سخوید واقع شده است.

- سید آباد

محله بغل سخوید
در ضلع غربی دهستان سخوید و مجاور جاده اصلی قرار دارد و جمعیت ثابت سال ۱۳۹۱،  ۲۸ خانوار + جمعیّت تابستانه ۵۰ خانوار می‌باشد.
باتوجه به موقعیت خوب جغرافیائی دامنه کوه و مجاور راه اصلی قرار دارد و به دلیل اینکه روستا در دامنه کوه قرار گرفته از قدیم به نام محله بغل نام گرفته نا قبلی این روستا طبق مشاهدات در اسناد قدیمی محله شیرینک بوده است. 
وجود حسینیه قمر بنی هاشم در مجاور راه اصلی و دادن خدمات به مسافرین در مسیر ودارا بودن طبیعت بکر و هوای خنک در فصل تابستان و برف زمستانه و قرار داشتن در بلندی دید به سایر مناطق سخوید باعث شده این روستا داشتن استعداد گردشگری درمنطقه می باشد که تاکنون در خصوص زیر ساخت ها اقدامات قابل توجه ای صورت گرفته توجه مسئولین را می‌طلبد.
امکانات رفاهی-بهداشتی روستا:
آب آشامیدنی لوله کشی، برق، تلفن، شبکه فاضلاب عمومی در حال استفاده، دارا بودن سرویس بهداشتی عمومی وحمام عمومی، مسجد، حسینیه، کوچه معبر تمام امکان عبور خودرو،و در بافت قدیم روستا سنگ فرش شده  خانه بهداشت فعال  دارد، ایستگاه تقویت شبکه‌های سیما دیجیتال ۱۷ شبکه تلویزیون و ۱۰ رادیو  دارد و جهت تردد راحتتر وسایل نقلیه از عرض جاده اصلی پل زیر گذر  احداث شده است.
مساحت کل روستا حدود ۶۵۰۰۰ مترمربع با مزارع مجاور متعلق به این روستا است.
روستای توده مرکز دهستان سخوید و پر جمعیت‌ترین روستای دهستان سخوید محسوب می شود.
روستای اسطریج از قدیم مرکز این دهستان بوده است مسجد امامحسین(ع) در کنار استخر از قدمت سیصدساله برخوردار است.